# 穆蒂亚拉·阿尤·普斯皮塔萨里
穆蒂亚拉·阿尤·普斯皮塔萨里（2006年5月17日—），印尼女子羽毛球運動員，隸屬針記羽毛球俱樂部成員。2023年7月18日，世界青少年排名高居女单第五位。

## 羽球生涯
2021年5月，穆蒂亚拉·阿尤·普斯皮塔萨里在國際系列賽級別的斯洛文尼亞羽毛球國際賽女單決賽以2比1（21-14、19-21、21-16）擊敗了匈牙利的爱格妮思·科罗西，夺得了职业生涯首个國際系列賽冠军。

## 主要比賽成績
只列出曾進入準決賽的國際賽事成績：
| 年份   | 賽事                     | 公開賽級別 | 項目     | 成績   |
| ------ | ------------------------ | ---------- | -------- | ------ |
| 2021年 | 斯洛文尼亞羽毛球國際賽   | 國際系列賽 | 女子單打 | 冠軍   |
| 2022年 | 斯洛文尼亞羽毛球國際賽   | 國際系列賽 | 女子單打 | 準決賽 |
| 2022年 | 立陶宛羽毛球國際賽       | 未來系列賽 | 女子單打 | 準決賽 |
| 2022年 | 印尼羽毛球國際系列賽     | 國際系列賽 | 女子單打 | 冠軍   |
| 2023年 | 亞洲青年羽毛球錦標賽     | 其他       | 混合團體 | 亞軍   |
| 2023年 | 亞洲青年羽毛球錦標賽     | 其他       | 女子單打 | 冠軍   |
| 2023年 | 世界青年羽毛球錦標賽     | 其他       | 混合團體 | 亞軍   |
| 2024年 | 泰國羽毛球國際挑戰賽     | 國際挑戰賽 | 女子單打 | 亞軍   |
| 2024年 | 馬來西亞羽毛球國際挑戰賽 | 國際挑戰賽 | 女子單打 | 準決賽 |
| 2024年 | 世界青年羽毛球錦標賽     | 其他       | 混合團體 | 冠軍   |
| 2024年 | 印尼泗水羽球國際挑戰賽   | 國際挑戰賽 | 女子單打 | 亞軍   |
| 2025年 | 盧森堡羽毛球公開賽       | 國際系列賽 | 女子單打 | 冠軍   |
| 2025年 | 丹麥羽毛球國際挑戰賽     | 國際挑戰賽 | 女子單打 | 準決賽 |

| 2018-2026年 | 總決賽 | 超級1000賽 | 超級750賽 | 超級500賽 | 超級300賽 | 超級100賽 | 國際挑戰賽 | 國際系列賽 | 未來系列賽 | 其他 |

## 主要對賽紀錄
穆蒂亚拉·阿尤·普斯皮塔萨里與主要對手的對賽成績如下（只列出對賽二次或以上對手，僅包括影響世界排名積分的賽事，截至2025年3月6日）：
| 對手 | 對賽次數 | 對賽結果 | 對賽結果 | 勝差 |
| 對手 | 對賽次數 | 勝       | 負       | 勝差 |
| ---- | -------- | -------- | -------- | ---- |

## 外部連結
- 穆蒂亚拉·阿尤·普斯皮塔萨里在BWFBadminton.com（英语）
- 穆蒂亚拉·阿尤·普斯皮塔萨里在BWF.TournamentSoftware.com（英语）
- 穆蒂亚拉·阿尤·普斯皮塔萨里在Flashscore（英语）